# Gedling
Gedling är en by i unparished area Carlton i distriktet Gedling i grevskapet Nottinghamshire i England. Gedling var en civil parish fram till 1935 när blev den en del av Carlton. Civil parish hade 2 822 invånare år 1931. Byn nämndes i Domedagsboken (Domesday Book) år 1086, och kallades då Ghellinge.